# Ruth Cavendish-Bentinck
Pour les articles homonymes, voir Cavendish-Bentinck.
Ruth Mary Cavendish-Bentinck née Ruth Mary St Maur (21 octobre 1867-28 janvier 1953) est une aristocrate britannique, suffragette et socialiste. Sa bibliothèque est la base de ce qui est maintenant la bibliothèque des femmes.

## Jeunesse
Elle est née à Tanger en 1867. Son père est l'aristocrate Ferdinand Seymour (comte St. Maur), tandis que sa mère, Rosina Elizabeth Swan, est une femme de chambre . Son père est le fils et héritier d'Edward Seymour (12e duc de Somerset) et de sa femme, Georgiana Sheridan (une fille de Thomas Sheridan et de la romancière Caroline Callander) .
Ses parents l'emmènent en Angleterre, où ils ont un fils, Harold St. Maur, mais son père meurt en 1869 et ils ne se sont jamais mariés. Elle et son frère sont élevés par ses grands-parents paternels après le mariage de sa mère et la mort de son beau-père . Son illégitimité est un problème pendant son enfance, mais cela est contrebalancé par l'éducation et les soins que ses parents de fait lui donnent. Ils lui donnent également leur nom de famille . À la mort de sa grand-mère, il lui reste 80 000 £.

## Implication politique
En 1909, elle rejoint l'Union sociale et politique des femmes. C'est une organisation militante qui croit aux «actes, pas aux mots». Bentinck porte une planche à sandwich, mais contrairement à beaucoup de ses membres, elle n'a jamais été arrêtée. Elle écrit Le point d'honneur: une correspondance sur l'aristocratie et le socialisme en 1909 . Le troisième événement clé en 1909 est la fondation d'une bibliothèque qui deviendra avec le temps la Bibliothèque des femmes .
En 1912, Bentinck et Florence Gertrude de Fonblanque organisent une manifestation de suffragettes qui implique des femmes vêtues de marron, vert et blanc marchant d'Édimbourg à Londres . Les «femmes brunes» recueillent des signatures pour une pétition et une attention nationale. L'année suivante, de Fonblanque et Bentick décident de créer le Qui Vive Corps. L'idée est que ces volontaires en uniforme marron, vert et blanc se présentent aux événements sur le droit de suffrage organisés par n'importe quelle organisation . Le corps Qui Vive est impliqué dans la campagne parmi les mineurs pour le parti travailliste dans le Derbyshire et le Staffordshire. La raison de leur soutien au Parti travailliste est que les suffragettes s'opposent à la politique du Parti libéral au pouvoir de ne pas soutenir le suffrage des femmes.
En 1913, elle est impliquée dans la Fédération des hommes du Nord pour le suffrage des femmes qu'elle aide à organiser. En 1918, sa bibliothèque est donnée à l'Union nationale des sociétés de suffrage des femmes (NUWSS) bien que Bentinck ait toujours eu un fort intérêt. La bibliothèque est considérée comme son héritage le plus important. Le NUWSS donne la bibliothèque à la Bibliothèque des femmes en 1931 . Sa collection est considérée comme le noyau de ce qui est maintenant l'importante bibliothèque des femmes.

## Vie privée
En 1885, elle épouse un aristocrate nommé Frederick Cavendish-Bentinck (1856–1948). Frederick, un fils du Rt. Hon. George Cavendish-Bentinck, hérite des dettes de son père à sa mort . Son frère aîné est William George Cavendish-Bentinck, député britannique qui épouse l'héritière américaine, Elizabeth Livingston (qui a deux filles mais pas de garçons). Ensemble, Ruth et Frederick ont quatre enfants survivants, dont :
- Ferdinand Cavendish-Bentinck (8e duc de Portland) (1888–1980), qui est secrétaire privé du gouverneur de l'Ouganda de 1925 à 1927 et président du Conseil législatif kényan
- Lucy Joan Cavendish-Bentinck (1889–1954), qui épouse Sir Reginald Hoare (en), l'envoyé britannique en Perse de 1931 à 1934.
- Victor Cavendish-Bentinck, 9e duc de Portland (1897–1990), qui est sous-secrétaire d'État adjoint au ministère des Affaires étrangères en 1944 et ambassadeur britannique en Pologne de 1945 à 1947.
- Venetia Barbara Cavendish-Bentinck (1902-1980), du nom de la sœur de Frederick, Venetia James (née Cavendish-Bentinck), épouse du propriétaire de chevaux de course et éleveur John Arthur James.

Bentinck est décédée chez elle sur Marylebone Road à Londres en 1953 .